# Îles Caïmans aux Jeux olympiques
Les Îles Caïmans participent aux Jeux olympiques d'été depuis 1976 (sauf ceux de 1980 boycottés) et aux Jeux d'hiver depuis 2010.
Les Îles Caïmans n'ont jamais remporté de médailles.
Le Comité olympique des Îles Caïmans a été créé en 1973 et a été reconnu par le Comité international olympique (CIO) en 1976.